# Xysticus clavulus
Xysticus clavulus es una especie de arañas araneomorfas de la familia Thomisidae.

## Distribución geográfica
Es endémica de las Canarias occidentales (España).